# Poecilaemula peruviana
Poecilaemula peruviana is een hooiwagen uit de familie Cosmetidae.